# I Am a Hotel
I Am a Hotel és un curtmetratge musical canadenc fer per a televisió el 1983, escrit per Leonard Cohen i Mark Shekter i dirigit per Allan F. Nicholls.
La història es basa en esdeveniments imaginaris a l'Hotel King Edward de Toronto i les interaccions (generalment romàntiques) entre el seus hostes.

## Producció
Leonard Cohen va tenir la idea de la pel·lícula basada en les seves experiències personals i la seva cançó The Guests. Originalment estava destinada a la xarxa de televisió de pagament canadenca C-Channel, però quan la xarxa es va ensorrar, la producció va ser completada per Citytv amb assistència financera de la Canadian Broadcasting Corporation (CBC) i la Canadian Film Development Corporation.

### Escenes
Cohen es presenta freqüentment, com a espectador divertit ('the Resident'). Les àmplies rutines de ball de les escenes 2 i 3 van ser coreografiades per Ann(e) Ditchburn, que també balla com a esposa gitana a l'escena 3.
Hi ha cinc escenes, cadascuna basada en una cançó de Cohen.
1. The Guests en què els personatges entren pel vestíbul i són portats a les seves habitacions; El grum i la donzella es reuneixen al passadís; i el gerent i la seva dona aparentment discuteixen al vestíbul i després s'allunyen.
2. Memories (en què el grum persegueix la donzella al voltant de la bugaderia i la sala de ball)
3. The Gypsy Wife (en què l'esposa del gerent, en vestir-se, balla a la taula del consell)
4. Chelsea Hotel #2 (en què els dos amants intenten, i no aconsegueixen, fer l'amor, i l'almirall i la diva per fi es troben al passadís)
5. Suzanne (en la qual s'intercalen escenes de Suzanne amb Cohen amb trets de les dues parelles reunides i ballant plegades, i el gerent de l'hotel s'allunya i després beu al bar)

Un breu epíleg repeteix el material d'obertura de 'The Guests'. Els crèdits finals identifiquen als elaboradors com a "Blue Memorial Video Ltd" i dediquen la peça a David Blue (1941-1982).

## Repartiment
- Leonard Cohen - The Resident
- Celia Franca - The Diva
- Alberta Watson - Suzanne
- Toller Cranston - The Manager
- Claudia Moore - Chambermaid
- Daniel Allman - Young Lover
- Samantha Logan - Young Lover
- Robert Desrosiers - The Bellboy
- Anne Ditchburn - The Gypsy Wife
- Leo Leyden - The Admiral

## Estrena
La pel·lícula es va estrenar en vídeo el 1996.

## Reconeixement
La pel·lícula va guanyar un premi de televisió internacional Rose d'Or al festival de televisió de Montreux (Suïssa).